# Червонка (гміна)
Гміна Червонка (пол. Gmina Czerwonka) — сільська гміна у центральній Польщі. Належить до Маковського повіту Мазовецького воєводства.
Станом на 31 грудня 2011 у гміні проживало 2672 особи.

## Площа
Згідно з даними за 2007 рік площа гміни становила 110.59 км², у тому числі:
- орні землі: 55.00%
- ліси: 42.00%

Таким чином, площа гміни становить 10.39% площі повіту.

## Населення
Станом на 31 грудня 2011:
| Опис     | Загалом | Загалом | Чоловіки | Чоловіки | Жінки | Жінки |
| -------- | ------- | ------- | -------- | -------- | ----- | ----- |
| одиниця  | осіб    | %       | осіб     | %        | осіб  | %     |
| все      | 2672    | 100     | 1364     | 51.05    | 1308  | 48.95 |
| міське   | 0       | 100     | 0        |          | 0     |       |
| сільське | 2672    | 100     | 1364     | 51.05    | 1308  | 48.95 |

## Сусідні гміни
Гміна Червонка межує з такими гмінами: Жевне, Карнево, Макув-Мазовецький, Млинаже, Плоняви-Брамура, Ружан, Сипнево, Шелькув.